# 鄭懷魁
鄭懷魁（1563年—1612年），字辂思，號心葵，福建龍溪縣人，明朝政治人物。

## 生平
萬曆二十二年甲午科福建鄉試第五十七名舉人，二十三年（1595年）乙未科會試第二十三名，廷試二甲第二十三名進士。兵部觀政，二十四年四月授户部雲南司主事，二十五年管北新倉，二十六年升员外郎，二十七年升郎中，本年养病。三十一年春，补户部河南司郎中，不久，掌大司农籍牍出入。他透過禮部得知利玛窦。万历三十一年，李之藻在福建乡试出一道“天文”试题，引起郑怀魁兴趣。萬曆三十三年京察，郑怀魁迁知处州，接下來的一年裡，李之藻在山东张秋治河，期間完成《浑盖通宪图说》，並於萬曆三十五年請郑怀魁帮忙出版。郑怀魁再将刊刻之事交由丽水知县樊良樞處理。曾在漳州與张燮结霞中诗社，盛況空前，與會者可達百人。曹学佺即于万历三十一年（1603年）应郑怀魁之請，加入他们的活动。与张燮、蒋孟育、高克正等合称“七子”。

## 著作
工詩，有《葵圃集》30卷等。

## 家族
曾祖鄭廷恩。祖鄭目。父鄭萬，医官。母陈氏。慈侍下。子鄭龍禎、鄭麒禎。